# 拉尔夫·舒伦贝格
拉尔夫·舒伦贝格（德語：Ralf Schulenberg，1949年8月15日—），德国男子足球运动员，司职前锋。他曾代表东德国奥队参加1972年夏季奥林匹克运动会足球比赛，获得一枚铜牌。